# دولت جبل دروز
دولت جبل دروز (به عربی: دولة جبل الدروز) یکی از پنج دولتی است که فرانسه بعد از مراسم تقسیم و بعد از فروپاشی پادشاهی عربی سوریه تشکیل داد. این دولت در ۱۹۲۱ ایجاد شد و در سال ۱۹۳۶ بعد از اعتراضات گسترده در مخالفت با تقسیم کشور سوریه و با نقش تشکل ملی سوریه، این دولت به قلمروی جمهوری سوریه پیوست. امروزه با همان مرزهای قدیمی‌اش با نام استان سویدای سوریه شناخته می‌شود.